# LAX1
LAX1 (англ. Lymphocyte transmembrane adaptor 1) – білок, який кодується однойменним геном, розташованим у людей на 1-й хромосомі. Довжина поліпептидного ланцюга білка становить 398 амінокислот, а молекулярна маса — 44 085.
| 10         |  | 20         |  | 30         |  | 40         |  | 50         |
| ---------- |  | ---------- |  | ---------- |  | ---------- |  | ---------- |
| MDGVTPTLST |  | IRGRTLESST |  | LHVTPRSLDR |  | NKDQITNIFS |  | GFAGLLAILL |
| VVAVFCILWN |  | WNKRKKRQVP |  | YLRVTVMPLL |  | TLPQTRQRAK |  | NIYDILPWRQ |
| EDLGRHESRS |  | MRIFSTESLL |  | SRNSESPEHV |  | PSQAGNAFQE |  | HTAHIHATEY |
| AVGIYDNAMV |  | PQMCGNLTPS |  | AHCINVRASR |  | DCASISSEDS |  | HDYVNVPTAE |
| EIAETLASTK |  | SPSRNLFVLP |  | STQKLEFTEE |  | RDEGCGDAGD |  | CTSLYSPGAE |
| DSDSLSNGEG |  | SSQISNDYVN |  | MTGLDLSAIQ |  | ERQLWVAFQC |  | CRDYENVPAA |
| DPSGSQQQAE |  | KDVPSSNIGH |  | VEDKTDDPGT |  | HVQCVKRTFL |  | ASGDYADFQP |
| FTQSEDSQMK |  | HREEMSNEDS |  | SDYENVLTAK |  | LGGRDSEQGP |  | GTQLLPDE   |

A: Аланін

C: Цистеїн

D: Аспарагінова кислота

E: Глутамінова кислота

F: Фенілаланін

G: Гліцин

H: Гістидин

I: Ізолейцин

K: Лізин

L: Лейцин

M: Метіонін

N: Аспарагін

P: Пролін

Q: Глутамін

R: Аргінін

S: Серин

T: Треонін

V: Валін

W: Триптофан

Кодований геном білок за функцією належить до фосфопротеїнів. 
Задіяний у таких біологічних процесах, як адаптивний імунітет, імунітет, альтернативний сплайсинг. 
Локалізований у клітинній мембрані, мембрані.